# Degree Angular Scale Interferometer
Pour les articles homonymes, voir Dasi.

Le Degree Angular Scale Interferometer (DASI, soit « interféromètre à l'échelle angulaire d'un degré ») est un détecteur pour l'observation des anisotropies du fond diffus cosmologique. Il a été réalisé par des chercheurs de l'université de Chicago et du California Institute of Technology, ainsi que du personnel du Center for Astrophysical Research in Antarctica (CARA). L'instrument était basé sur le continent Antarctique.